# Hutaginjang (Barus Utara)
Hutaginjang is een bestuurslaag in het regentschap Tapanuli Tengah van de provincie Noord-Sumatra, Indonesië. Hutaginjang telt 882 inwoners (volkstelling 2010).